# Paul Joseph James Martin
Pour les articles homonymes, voir Martin et Paul Martin (homonymie).
Paul Joseph James Martin, souvent connu sous le nom de Paul Martin, père, né le 23 juin 1903 et mort le 14 septembre 1992, est un homme politique canadien.

## Biographie
Né d'une famille franco-ontarienne à Ottawa, en Ontario, il fut par la suite élevé à Pembroke, en Ontario (dans la vallée des Outaouais). Il fit ses études secondaires au Collège St-Alexandre à Gatineau, Québec ; il compléta son éducation universitaire à l'Université de Toronto. Martin pratiqua ensuite le droit à Windsor, en Ontario. Membre du Parti libéral du Canada, il fut d'abord élu à la Chambre des communes du Canada en 1935 et fit son entrée au cabinet en 1945. Il servit comme ministre dans les cabinets de quatre premiers ministres : William Lyon Mackenzie King, Louis St-Laurent, Lester B. Pearson et Pierre Trudeau.
Martin était vu comme un des membres les plus à gauche du cabinet libéral, et en tant que ministre de la santé nationale et du bien-être social de 1946 à 1957, il joua un rôle important dans le combat contre la polio et dans la création d'une assurance-hospitalisation au Canada ; il est parfois reconnu comme le père du système de santé canadien. Martin fut secrétaire d'état pour les affaires externes dans le gouvernement Pearson.
Il se porta candidat à la direction du Parti libéral trois fois : en 1948, en 1958 et en 1968, mais il essuya une défaite les trois fois : la première fois par Louis St-Laurent, puis par Lester B. Pearson, enfin par Pierre Elliott Trudeau. Trudeau le nomma au Sénat en 1968. Il fut chef du gouvernement au Sénat jusqu'en 1974, quand il fut nommé haut commissaire au Royaume-Uni. En 1976 il fut fait compagnon de l'Ordre du Canada. Il fut aussi chancelier de l'Université Wilfrid Laurier de 1972 à 1977 ; l'université donna son nom au Centre Paul Martin en son honneur.
Passionné par l'histoire du Canada et de sa culture franco-ontarienne, il soutint son compatriote et chercheur Joseph Médard Carrière dans sa quête sur les contes traditionnels canadiens-français, notamment dans son travail de recueil d'entretiens avec le conteur franco-ontarien Joseph Groulx.
Il meurt à Windsor dans la même province à l'âge de 89 ans.
Paul Joseph James Martin est le père de l'ancien Premier ministre canadien Paul Martin.